# Albert Zellekens
Albert Zellekens (* 1909 in Frankfurt am Main; † 1978) war ein deutscher Sportler, Sportfunktionär und Fabrikant.

## Leben
Von 1941 bis 1978 war Albert Zellekens Mitinhaber des 1854 gegründeten Familienbetriebs „Betten Zellekens“.

### Fußball
Zellekens wurde 1945 zum Vorsitzenden der Frankfurter Turngemeinde von 1861 gewählt, die 1945 zur Turn- und Fechtgemeinde Eintracht von 1861 wurde. 1968 fusionierte dieser Verein unter Betreiben Zellekens mit der Sportgemeinde Eintracht zu Eintracht Frankfurt. Dessen Präsident war Zellekens von 1970 bis 1973. Während seiner Präsidentschaft forcierte er den Umbau des Frankfurter Waldstadions (Heute Commerzbank-Arena) für die Fußball-Weltmeisterschaft 1974.

### Kunstturnen
Zellekens war selbst aktiver Kunstturner. Bei den Olympischen Sommerspielen 1952 war er Nationaltrainer der deutschen Kunstturner (BRD). Von 1956 bis 1960 hatte er die Funktion des Bundeskassenwarts des Deutschen Turner-Bundes inne. Bei den Olympischen Sommerspielen 1972 saß Zellekens in der Jury für die Turndisziplinen.